# Banisteriopsis caapi
Banisteriopsis caapi (Spruce ex Griseb.) C.V.Morton, 1931, conosciuta anche come yagé, ayahuasca o capii è una pianta rampicante dagli effetti psicoattivi, appartenente alla famiglia delle Malpighiaceae, che cresce nelle regioni tropicali del Sud America.
È comunemente usata come ingrediente dell'ayahuasca, un decotto che da lungo tempo è ritenuto avere un potere enteogeno (ovvero che permette la connessione con lo spirito) ed è considerata come "pianta maestra" tra i popoli indigeni della foresta pluviale amazzonica.
Secondo The CRC World Dictionary of Plant Names di Umberto Quattrocchi, il nome del genere Banisteriopsis è stato dedicato a John Banister, un ecclesiastico e naturalista inglese del XVII secolo. Un nome precedente per il genere era Banisteria, e la pianta è talvolta indicata come Banisteria caapi. Altri nomi includono Banisteria quitensis, Banisteriopsis inebrians e Banisteriopsis quitensis.

## Proprietà
La pianta contiene alcaloidi armalinici noti come: armina, tetraidroarmina e armalina. Questi MAO-Inibitori vengono associati a piante contenenti dimetiltriptamina per la preparazione di bevande utilizzate per rituali sciamanici (ayahuasca).
La pianta è caratterizzata da fiori bianchi o rosa pallido, di dimensioni comprese tra 12 e 14 mm (0,5–0,6 pollici), che fioriscono prevalentemente a gennaio, anche se la fioritura è piuttosto rara. Le sue liane possono crescere fino a 30 metri (98 piedi) di lunghezza, attorcigliandosi su altre piante per ottenere supporto.